# Hepburn (Iowa)
Pour les articles homonymes, voir Hepburn.
Hepburn est une ville du comté de Page, en Iowa, aux États-Unis. Elle est fondée en 1873 et incorporée le 13 janvier 1883.

## Source de la traduction
- (en) Cet article est partiellement ou en totalité issu de l’article de Wikipédia en anglais intitulé « Hepburn, Iowa » (voir la liste des auteurs).